# Уходящая группа
Уходящая группа — атом либо группа (как заряженная, так и нейтральная), отщепляющиеся в ходе химической реакции от атома, входящего в состав реагирующего субстрата. 

## Общие сведения
Отщепляющийся фрагмент субстрата рассматривают в качестве уходящей группы, как правило, в случае гетеролитических реакций (нуклеофильное и электрофильное замещение и элиминирование), сопровождающихся разрывом σ-связи, при этом уходящая группа может уносить связывающую электронную пару либо связывающая электронная пара может оставаться при субстрате; в первом случае уходящая группа называется нуклеофугом, во втором - электрофугом.
В реакциях замещения уходящая группа замещается вступающей группой, образующей связь с субстратом в ходе реакции.
Например, при синтезе простых эфиров по Вильямсону алкилированием алкоголятов галогеналканами, проходящей по механизму нуклеофильного замещения, уходящей группой-нуклеофугом является галогенид-ион:

X = Hal
При расщеплении гидроксидов тетраалкиламмониевых солей по Гофману, происходящем по механизму бимолекулярного элиминирования, уходящей группой-нуклеофугом является третичный амин:
В реакциях электрофильного замещения в ароматическом ряду, например, при нитровании, уходящей группой-электрофугом является протон:

X = H

## Хорошие и плохие уходящие группы
По влиянию на реакционную способность субстрата различают «хорошие», легко замещаемые либо отщепляемые в реакции данного типа и «плохие» уходящие группы. Одним из основных факторов является стабильность иона или молекулы, образующегося в ходе реакции из уходящей группы.
Так, например, диазониевая группа в арилдиазониевых солях Ar-N≡N+, отщепляющаяся в виде чрезвычайно стабильной молекулой азота N≡N, является очень хорошей уходящей группой: растворы солей диазония гидролизуются с образованием фенолов уже на холоду, в то время как для замещения сульфогруппы арилсульфокислот Ar-SO3H требуется их сплавление с щелочью.
В случае реакций нуклеофильного замещения:
R-X + Nu- {\displaystyle \to } R-Nu + X-
Nu- - нуклеофил, X - уходящая группа
легкости протекания реакции способствует поляризуемость связи R-X и стабильность уходящей группы. Так, например, спирты (X = OH-) не реагируют с бромидами щелочных металлов, так как гидроксид-ион OH- - «богатая» энергией уходящая группа; наоборот, алкилбромиды гидролизуются щелочью, т.е. бромид-ион Br- является лучшей по сравнению с гидроксид-ионом уходящей группой:
Вместе с тем, в условиях кислотного катализа - или при взаимодействии спиртов с бромоводородной кислотой происходит образование алкилбромидов. В данном случае реакция идет благодаря протонированию спиртового кислорода с образованием алкилгидроксониевого иона, который является хорошей уходящей группой, так как в ходе замещения от субстрата отщепляется нейтральная стабильная молекула воды:
R-OH + H+ {\displaystyle \to } R-O+H2
R-O+H2 + Br- {\displaystyle \to } R-Br + H2O